# Attentato di Yıldız
Il 21 luglio 1905 nella capitale ottomana, Istanbul, avvenne un fallito attentato omicida contro il sultano Abdul Hamid II da parte della Federazione Rivoluzionaria Armena nella moschea di Yıldız. Il Times descrisse l'evento come "una delle più grandi e sensazionali cospirazioni politiche dei tempi moderni".

## Contesto
Il tentato assassinio era motivato dai massacri hamidiani e dalle politiche anti-armene del sultano Abdul Hamid II. La resistenza armena all'interno dell'Impero ottomano fu pianificata dal Movimento di liberazione nazionale armeno, inclusa la prima resistenza di Sassoun del 1894, la prima resistenza Zeitun nel 1895, la difesa di Van nel giugno 1896. La presa della Banca ottomana del 26 agosto 1896 fu l'occupazione della Banca ottomana da parte dei membri della Federazione rivoluzionaria armena con ventotto uomini e donne armati guidati principalmente da Papken Siuni e Armen Garo. Lo scopo dei militanti armeni era quello di aumentare ulteriormente la consapevolezza e l'azione delle principali potenze europee sulla questione armena.

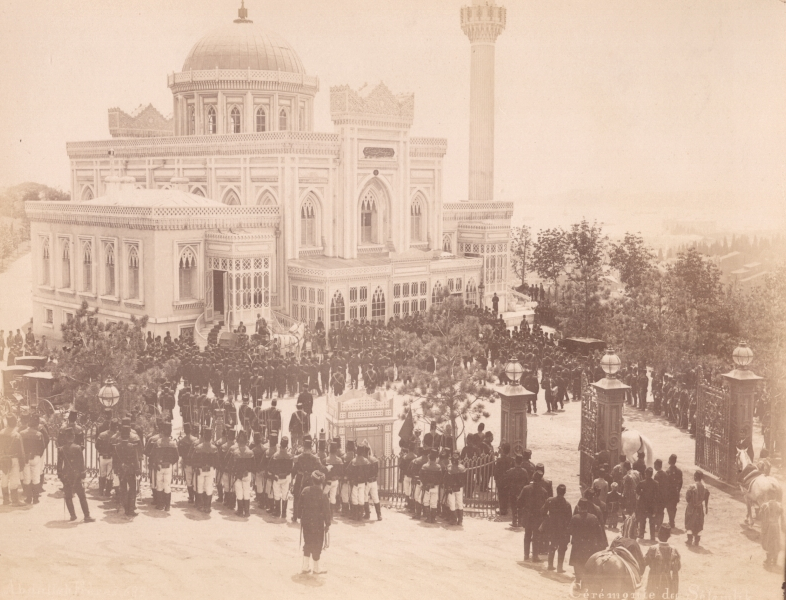
Moschea Yıldız Hamidiye durante una cerimonia dello Stato ottomano alla fine del XIX secolo.

## Attività

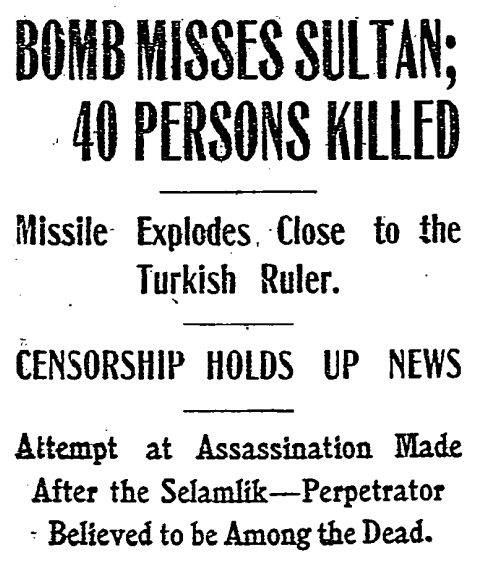
Il titolo del New York Times del 22 luglio 1905

### Pianificazione
La Federazione Rivoluzionaria Armena (o Dashnak) pianificò il tentativo di assassinio del sultano per mettere in atto la vendetta. I membri, guidati dal fondatore dell'ARF Christapor Mikaelian, iniziarono segretamente a produrre esplosivi e di pianificare l'operazione a Sofia, in Bulgaria. Durante la pianificazione, gli esplosivi erano stati prodotti in una fabbrica improvvisata di bombe nel villaggio di Sabljar, vicino alla città bulgara di Kyustendil. Mikaelian, insieme al suo amico Vramshabouh Kendirian, morirono in un'esplosione accidentale. Il piano, nonostante avesse perso i suoi istigatori, continuò come previsto.
Il sultano Abdul Hamid Han pregava ogni venerdì alla moschea di Yildiz e solitamente se ne andava grossomodo ogni volta alla stessa ora, creando uno schema temporale dei suoi movimenti. Approfittando di ciò, l'ARF pianificò di nascondere gli esplosivi a tempo in una carrozza parcheggiata fuori dalla moschea che sarebbero esplosi nel momento in cui il sultano Abdul Hamid avrebbe lasciato la moschea. Fu deciso che Zareh, il miliziano e partecipante all'occupazione della Banca ottomana, avrebbe guidato la carrozza.

### Attentato
Il 21 luglio 1905 Zareh guidò la carrozza davanti alla moschea. Impostò il timer per 42 secondi previsti. Il sultano Abdul Hamid non si presentò in tempo perché era stato coinvolto in una conversazione con lo sceicco ul-Islam. La bomba venne lanciata contro il sultano ma riuscì a sfuggire alle ferite. La bomba esplose, uccidendone molti, incluso lo stesso Zareh. Il sultano arrivò pochi minuti dopo il previsto.
26 membri al servizio del sultano morirono mentre altri 58 al suo servizio, così come i civili presenti, rimasero feriti.

## Risvolti
Nell'indagine successiva furono portati alla luce altri complotti. L'anarchico belga Edward Joris era tra coloro che furono arrestati e condannati.

## Ricerca scientifica
Nel giugno 2013 l'Università di Anversa ha organizzato un seminario internazionale sull'evento. Le presentazioni sono state pubblicate nel 2017 con il titolo To Kill a Sultan: A Transnational History of the Attempt on Abdülhamid II.